# Pepe, no me des tormento
Pepe, no me des tormento es una película española dirigida por José María Gutiérrez Santos y protagonizada por Emilio Gutiérrez Caba, Luis Varela y Cecilia Roth. Fue estrenada en 1981.

## Sinopsis
Mario tiene que escribir un guion para una película y llama a Pepe. Mario vive con Barbara, una divorciada americana y sus tres hijos, pero en su casa no puede escribir, por eso decide ir con Pepe a casa de un amigo y poder escribir el guion.

## Reparto
- Emilio Gutiérrez Caba como Mario
- Luis Varela como Pepe
- Cecilia Roth como Bárbara
- Carla Antonelli como Miki
- José Lifante como Atracador
- Paloma Hurtado como Maruja
- Trini Alonso como Vecina del apartamento
- María Elena Flores como Vecina del apartamento
- Emilio Rodríguez como Comisario
- María Isbert como Criada
- Fabián Conde como Coordinador de modelos
- Juan Carlos Isidro como Niño
- Guillermo Pedraza como Niño
- Victoria Lussón como Niña
- Mery Leyva como Clienta banco
- José Riesgo como Cajero del banco
- Amparo Soto como Adela
- Rafael Vaquero como Recepcionista hotel
- Herminia Tejela como Monja
- Consuelo Pascual como Madre de Adela
- Mari Carmen Alvarado como Isabel
- Óscar Cortina
- Antonio Ross como Policía
- Carlos Lucas como Atracador con recortada
- Hentona Choyli
- Moto Yama
- Antonio Orengo como Cajero del banco
- Francisco Sanz como Manuel